# Letov Š-50
Die Letov Š-50 ist ein zweimotoriger, dreisitziger freitragender Mitteldecker, der als Aufklärungsflugzeug entwickelt wurde.

## Geschichte
Das Muster wurde in den Letov-Werken in Letnany bei Prag in der Tschechoslowakei hergestellt. Die Konstruktion führte Alois Šmolík aus. Das Spornradfahrwerk war nicht einziehbar. Das Tragflächenmittelteil verlief zunächst mit gleichbleibender Tiefe, um dann nach den Motorgondeln spitz zuzulaufen. Die Motoren trieben je eine verstellbare Zweiblatt-Luftschraube an. Die Maschine besaß einen verglasten Bug für den Beobachter und auf dem Rumpfrücken einen MG-Turm. Das Höhenleitwerk wies eine deutliche V-Form auf und wurde mit V-Streben gegen das Rumpfheck abgestrebt. An den Enden befanden sich die doppelten Seitenruder, um dem Schützen im Rumpfturm ein gutes Schussfeld geben zu können.
Im Rumpf war Platz für eine umfangreiche Fotoausrüstung. Die verwendeten Sternmotoren des Typs Avia Rk-17 erreichten 309 kW Leistung.
Ein 1:1-Holzmodell der Maschine wurde im Jahre 1937 auf der nationalen Luftfahrtausstellung in Prag gezeigt und erregte großes Aufsehen, weil dieser Typ das erste wirklich moderne Flugzeug war, das die Letov-Werke entwickelt hatten. Die Maschine war aerodynamisch konkurrenzfähig, und das Ausland interessierte sich dafür.
Der Erstflug des Prototyps fand am 30. September 1938 mit Bohumil Kovanda statt. Die Erprobung wurde bis November des Jahres durchgeführt. Aufgrund der deutschen Besetzung kam es jedoch zu keiner Produktion. Der Prototyp der Š-50 wurde 1939 mit deutschen Zivilkennzeichen D-OPCO auf der internationalen Luftfahrtausstellung in Brüssel ausgestellt. Die deutsche Luftwaffe übernahm die Maschine und ließ sie in Rechlin nachfliegen.
Dies war der letzte Typ, der von Alois Šmolík konstruiert wurde. Mit diesem Typ endete auch die Motorflugzeugentwicklung bei Letov.

## Technische Daten

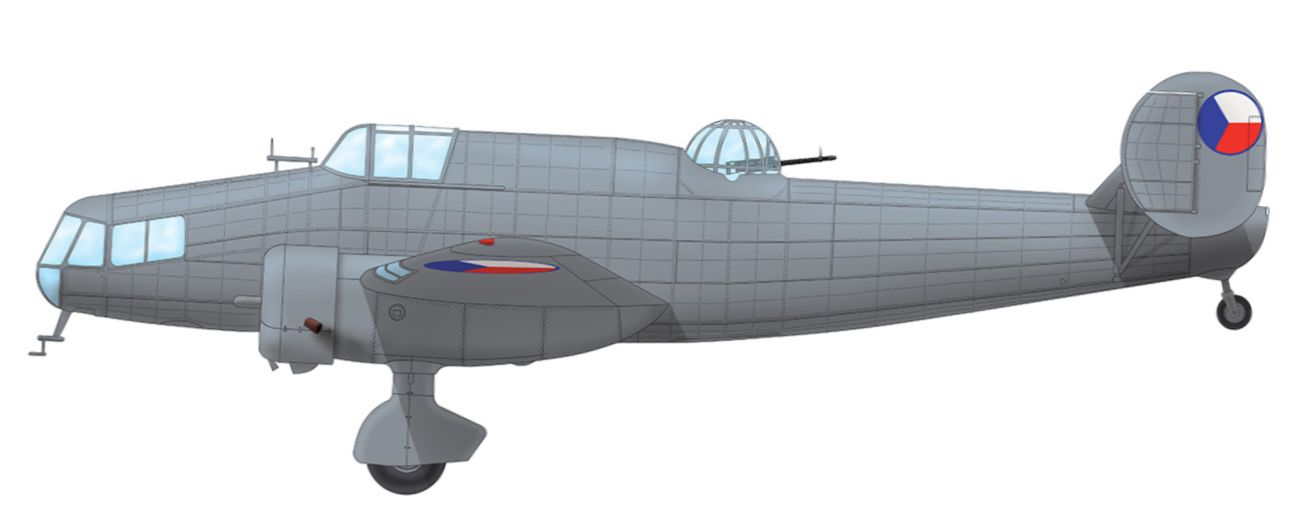
Farbige Seitenansicht der Letov Š-50

| Kenngröße             | Daten                                                                              |
| --------------------- | ---------------------------------------------------------------------------------- |
| Besatzung             | 3                                                                                  |
| Länge                 | 12,60 m                                                                            |
| Spannweite            | 17,30 m                                                                            |
| Flügelfläche          | 43 m²                                                                              |
| Flügelstreckung       | 7,0                                                                                |
| Flächenbelastung      | 132,8 kg/m²                                                                        |
| Leermasse             | 2475 kg                                                                            |
| max. Startmasse       | 5708 kg                                                                            |
| Marschgeschwindigkeit | 260 km/h                                                                           |
| Höchstgeschwindigkeit | 305 km/h                                                                           |
| Steigzeit             | 9,5 min auf 3000 m Höhe                                                            |
| Dienstgipfelhöhe      | 6200 m                                                                             |
| Reichweite            | 1300 km                                                                            |
| Triebwerke            | 2 × 9-Zylinder-Sternmotor Avia Rk-17 mit je 420 PS (309 kW)                        |
| Bewaffnung            | 1 × festes und 2 × bewegliche 7,92-mm-Maschinengewehre ČZ vz. 30 bis 600 kg Bomben |